# Ubc 뉴스 (900)

《ubc 뉴스 (900)》는 ubc Green FM(울산 FM 92.3MHz)에서 평일 오전 9시부터 방송되었던 뉴스 프로그램이고, 이산하 기상캐스터 겸 아나운서가 진행을 맡았다.
| ubc Green FM        |                         |                          |
| 이전                | ubc 뉴스 (900)          | 다음                     |
| 김영철의 파워FM     | ubc 뉴스 (900)          | 전선민의 유쾌한 데이트   |
| 아침 7시 ~ 오전 9시 | 오전 9시 ~ 오전 9시 5분 | 오전 9시 5분 ~ 오전 11시 |
|                     |                         |                          |